# 1856 год в театре
1856 год в театре

## События
- 20 августа — вновь открылся московский Большой театр, восстановленный после пожара 1853 года (архитектор Альберт Кавос).
- Состоялось официальное узаконение монополии императорских театров — резолюция Александра II по докладу министра двора А. В. Адлерберга — «частных русских театров в столицах не заводить».
- В Петербурге начал выходить «Музыкальный и театральный вестник» (издавался по 1860 год).
- В Лондоне образована Королевская английская опера.
- В Лондоне сгорело здание «Ковент-Гарден».
- В Мадриде закрыт Театр Де Ла Крус («Театр драмы») — первый постоянный театр города, действовавший с конца XVI века.
- После падения диктатуры Росаса в Буэнос-Айресе (Аргентина) поставлены первые сарсуэлы Л. Эрнандеса, Франсиско Асенхо Барбьери, X. Бастамбиде и др. Заложено первое здание оперного театра «Колон»
- В Монтевидео (Уругвай) открылся театр «Солис».
- В Мехико основан театр «Итурбиде».
- Основоположник армянского театра в Турции поэт-драматург Мкртич Пешикташлян и Степан Экшян организовали труппу в Ортакеи (действовала до 1873 года).
- Открыто новое здание нижегородского театра.
- Первые театральные постановки в Оренбурге.
- В Тифлисе закрыт Театр Георгия Эристави.

### Премьеры
- 21 января — в Москве на сцене Малого театра состоялась первая постановка пьесы Н. А. Островского «В чужом пиру похмелье»[1].
- 23 января, Парижская опера — «Корсар», балет Адольфа Адана в постановке Жюля Перро.
- 7 мая — «Свадьба Кречинского» в Александрийском театре (бенефис Бурдина; Муромский — Григорьев, Лидочка — Владимирова, Атуева — Громова, Нелькин — Максимов, Кречинский — В. Самойлов, Расплюев — Бурдин, позднее — Мартынов).
- 16 мая — на сцене Мариинского театра состоялась премьера оперы А. С. Даргомыжского «Русалка».
- «Ратнавали» Рамнараяна
- «Солнце заходит» Юхана Берьессона
- «Водонос» Поун Нья
- В городе Шумене (Коларовград в 1950—1965) представление первой болгарской пьесы «Михаил-Мышкоед» С. Доброплодного, в Ломе — «Многострадальная Геновева» Хеббеля, (под руководством и в переработке К. Стоянова-Пишурки).
- «Улаф Лильекранс» Х. Ибсена («Норвежский театр», Берген).
- «Лотерея» Валентино Каррера.
- «Граф Эссекс» Генриха Лаубе («Бургтеатр», Вена).
- «Медея» Легуве (Париж; при участии итальянской актрисы А. Ристори).
- Комедия «Сарабанда кардинала» Анри Мельяка («Пале-Рояль», Париж).
- «Биржа» Ф. Понсара (театр «Одеон», Париж).
- Комедия «Снежный ком» М. Тамайо-и-Бауса (труппа Архоны и Ламадрид, Мадрид).
- «13 января 1807 года, или Предпоследняя репетиция трагедии „Димитрий Донской“» С. П. Жихарева (бенефис П. И. Орловой).
- Первое исполнение на русском языке комедии Дюмануара и А. Ф. Деннери «Испанский дворянин» («Дон Сезар де Базан»). Малый театр (перевод-переделка Тарновского и Лонгинова; Дон Сезар — Самарин, позднее Полтавцев, Маритана — Васильева, Медведева, Сантарен — Дмитревский, маркиз Монтефиоре — В. Живокини, П. М. Садовский). В том же году в Александринском театре (Дон Сезар — В. Самойлов, Маритана — Самойлова, Сантарен — Григорьев).

### Драматургия
- Издана историческая драма Н. В. Гоголя «Альфред» (написана в 1835 году).
- «Доходное место» А. Н. Островского (поставлена в 1857 году).
- «Горбун» И. И. Лажечникова (поставлена в 1863 году).
- Комедия «Чиновник» В. А. Соллогуба.
- Книга М. Е. Салтыкова-Щедрина «Губернские очерки» с разделом «Драматические сцены и монологи» («Просители», «Выгодная женитьба», «Что такое коммерция?»). Запрещены цензурой.
- «Последние дни Густава I» Ю. Берьессона.
- «Красный кедр» Франсишку Гомиша ди Амрена.
- Пьяза «Водонос» бирманского драматурга У Поун Нья.

## Деятели театра
- Драматург Эрнест Легуве избран членом Академии.
- Начало гастролей Аделаиды Ристори по Европе, Америке и Индии.
- Виченца — первое исполнение роли Отелло итальянским трагиком Томмазо Сальвини.
- Первое исполнение роли Гамлета Эрнесто Росси.

### Родились
- 22 (10) января — украинская актриса Анна Петровна Затыркевич Кампинская.
- 5 февраля — немецкий режиссёр О. Брам.
- 17 (5) марта — русский художник М. А. Врубель.
- 6 июня — французская актриса Габриель Режан.
- 28 июня — украинский актёр и режиссёр Кость Осипович Подвысоцкий.
- 18 июля — Николай Карпович Садовский, актёр и режиссёр
- 26 июля — Бернард Шоу, ирландский драматург.
- 25 июля (6 августа) — русский художник А. М. Васнецов.
- 20 августа (1 сентября) — русский поэт, переводчик и драматург И. Ф. Анненский
- 27 августа — украинский писатель И. Франко.
- 23 сентября — английский театральный критик Уильям Арчер.
- 5 декабря — немецкий актёр Оскар Зауэр.
- 25 декабря — английский драматург Брандон Томас.
- американская актриса Джорджиана Барримор.
- армянская актриса Вергине Гарагашян.
- французский драматург Пьер Декурсель.
- ливанский переводчик мировой драматургии на арабский язык Адиб Исхак.
- татарский драматург Габдрахма Ильясы.
- русский театральный деятель Анатолий Евграфович Молчанов.
- русский писатель и драматург И. Н. Потапенко.
- русский актёр К. Н. Рыбаков.
- украинский актёр Н. К. Садовский.
- русская актриса Мария Ивановна Свободина-Барышева.

### Скончались
- 11 (23) января 1856 — русский литературный и театральны критик Н. И. Надеждин.
- 17 февраля — немецкий поэт Г. Гейне.
- 22 февраля — французская актриса Луиз Розали Аллан-Депрео.
- 26 февраля — сербский драматург Йован Стерия-Попович.
- 15 мая — греческий драматург Иоаннис Замбелиос.
- 11 июля — чешский театральный деятель Йосеф Каэтан Тыл.
- 20 июля — датская актриса Анна Нильсен.
- 8 августа — английская актриса Лусия Элизабет Метьюз.
- английская актриса и режиссёр Э. Вестрис-Мэтьюс.